# Nueva Esperanza (Yamango)
Nueva Esperanza es un caserío peruano ubicado en el distrito de Yamango, perteneciente a la provincia de Morropón del departamento de Piura, al norte del Perú. 

## Ubicación
Nueva Esperanza se ubica al noreste de la provincia de Morropón, en el distrito de Yamango, en el departamento de Piura.

## Demografía
En 2017 Nueva Esperanza tenía una población de 263 habitantes.
| Gráfica de evolución demográfica de Nueva Esperanza entre 1993 y 2017 |
|                                                                       |
| Fuentes: Población 1993 y 2017                                        |